# Донки
Донки — деревня в Куртамышском районе Курганской области. Входит в состав Камаганского сельсовета.

## История
До 1917 года входила в состав Становской волости Челябинского уезда Оренбургской губернии. По данным на 1926 год состояла из 133 хозяйств. В административном отношении являлась центром Донковского сельсовета Звериноголовского района Курганского округа Уральской области.

## Население
| 1989 | 2002 | 2010 |
| ---- | ---- | ---- |
| 12   | →12  | ↘8   |

По данным переписи 1926 года в деревне проживало 604 человека (283 мужчины и 321 женщина), в том числе: русские составляли 99 % населения.